# Anilin (Pferd)
Der Hengst Anilin (* 1961; † unbekannt) war ein sowjetisches Rennpferd. Er hält den Titel des erfolgreichsten Pferdes des Preises von Europa, den er als einziger dreimal gewann.

## Rennlaufbahn
Anilin zählt zu den wenigen sowjetischen Rennpferden, die international gestartet sind. Als Dreijähriger lief er im Washington, DC International Stakes und wurde Dritter. Als Vierjähriger konnte er den Preis von Europa für sich entscheiden, den er auch in den beiden darauffolgenden Jahren gewann. Außerdem nahm er am Prix de l’Arc de Triomphe, bei dem er als Fünfter einlief, teil. Als Fünfjähriger trat er erneut in Washington an und wurde Zweiter. Neben seinen Siegen im Preis von Europa war er in vielen sowjetischen Rennen erfolgreich, so zum Beispiel im russischen Derby und im Socialist Countries Cup. Er bekam die Triple Crown von Russland verliehen. In Russland muss ein Pferd dafür sowohl den Preis der M.I. Kalinina als Zweijähriger, als Dreijähriger das russische Derby (Bolszoj Vserossijskij Priz) und Vierjähriger den Preis der UdSSR gewinnen.